# Dichromia legrosi
Dichromia legrosi is een vlinder uit de familie spinneruilen (Erebidae). De wetenschappelijke naam is voor het eerst geldig gepubliceerd in 1992 door Guillermet.
De soort komt voor in tropisch Afrika.